# 国道1号 (フィンランド)

高速道路の道路番号

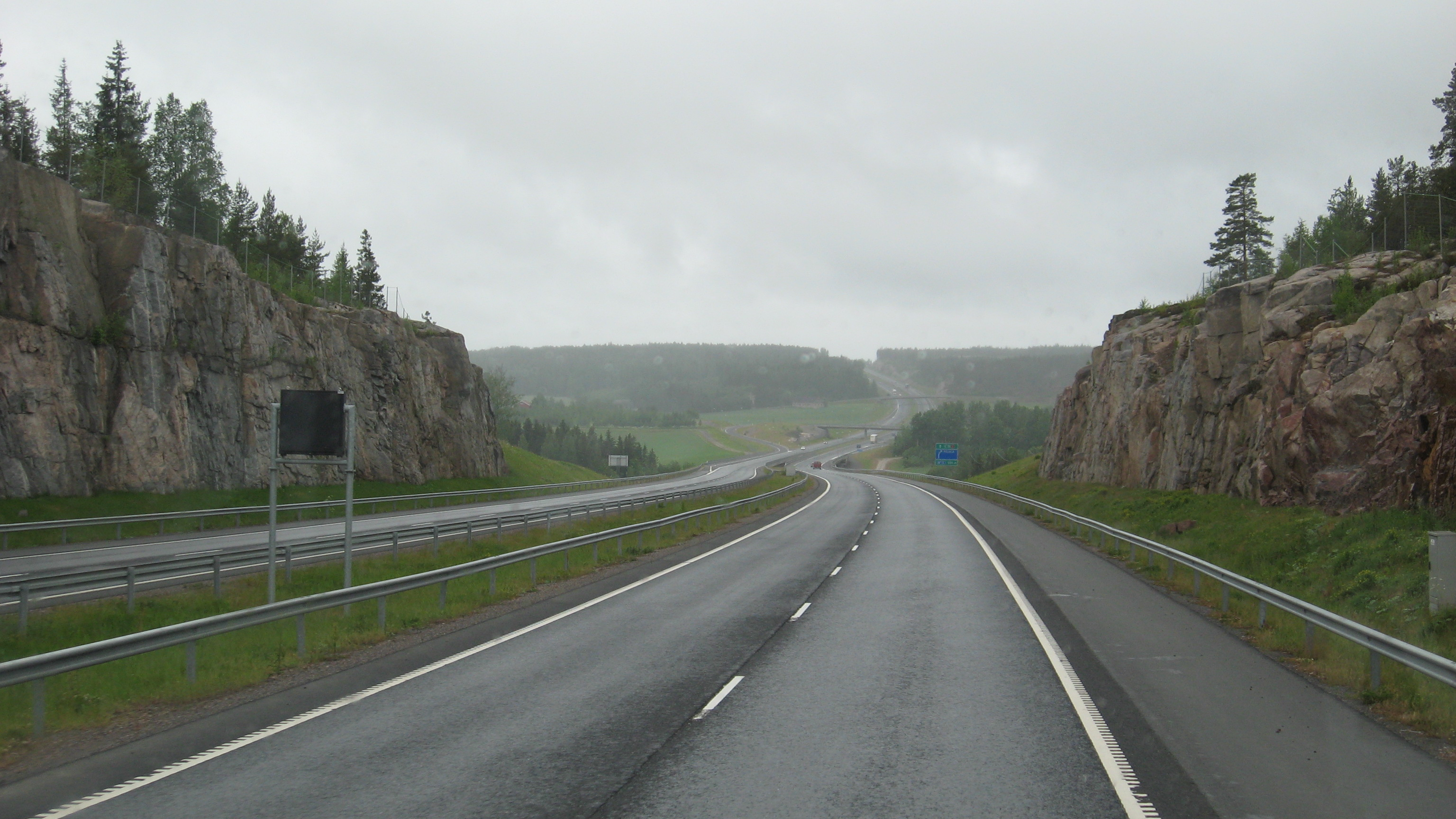

国道1号（フィンランド語: Valtatie 1; スウェーデン語: Riksväg 1）は、フィンランドの高速道路で、ヘルシンキとトゥルクを結ぶ。道路は 165 km (103 mi) の長さで、ヨーロッパルートE18の一部となっている。

## ルート
ヘルシンキ – エスポー – キルッコヌンミ – ヴィフティ – ロホヤ – サロ – パイミオ – カーリナ – トゥルク